# Кокорин, Геннадий Яковлевич
Геннадий Яковлевич Кокорин (28 августа 1938, Боровичи, Ленинградская область — неизвестно) — советский хоккеист, нападающий. Советский и российский тренер.

## Биография
Спортивную карьеру начинал в хоккее с мячом в родном городе Боровичи, а в хоккей с шайбой перешёл уже проживая в Ленинграде. Выступал за команды из Ленинграда — ЛИИЖТ (1956/57 — 1961/62) и «Спартак» (1962/63) и Минска — «Вымпел» (1963/64 — 1964/65) и «Торпедо» (1965/66 — 1970/71). Пять сезонов (1956/57 — 1962/63, 1966/67) провёл в классе «А».
Серебряный призёр хоккейного турнира зимней Универсиады 1962 года.
Обладатель «Кубка Бухареста» — 1961.
Тренер «Торпедо» Минск (1971/72 — 1975/76). Старший тренер (1979/80), тренер (1989/90 — 1992/93, 1997/98) красноярского «Сокола». Тренер в клубах «Ермак» Ангарск (1995/96), «Металлург» Ачинск (1996/97).